# Arkiv för Matematik, Astronomi och Fysik
Arkiv för matematik, astronomi och fysik est une revue scientifique suédoise publiée dans la première moitié du XXe siècle.

## Histoire
Arkiv för matematik, astronomi och fysik, littéralement Archive pour les mathématiques, l'astronomie et la physique, est une revue scientifique pluridisciplinaire suédoise, dont l’abréviation standard est Ark. Mat. Astr. Fys.. Édité par l'Académie royale des sciences de Suède, sa publication commence en 1903 et est éditée de manière bimensuelle. Comme son nom l'indique la revue traite de mathématiques, d'astronomie et de physique.
Au XIXe siècle l’académie royale des sciences de Suède commence à publier des rapports annuels dans différentes disciplines. En physique et en chimie à partir de 1826, en technologie à partir de 1927, en botanique à partir de 1931 et en zoologie à partir de 1932. Au fil du temps ces publications sont tantôt regroupées tantôt éditées séparément, jusqu'en 1903 où ils sont regroupés au sein d'une nouvelle revue : Arkiv för Matematik, Astronomi och Fysik
Le dernier numéro du trente-sixième et dernier volume est publié en 1949, avant que la revue ne soit de nouveau divisée en plusieurs publications, monodisciplinaires :
- Arkiv för Matematik qui traite des mathématiques (depuis 1949[3])
- Arkiv för Fysik qui traite de physique (de 1949 à 1974[4])
- Arkiv för Astronomi qui traite d'astronomie
- Arkiv för Geofysik qui traite de géophysique

Les différentes contributions à la revue étaient publiées en anglais, français, allemand et suédois.